# برد ترکسته
برد ترکسته، روستایی در دهستان واجل بخش مرکزی شهرستان صیدون در استان خوزستان ایران است.

## جمعیت
بر پایه سرشماری عمومی نفوس و مسکن در سال ۱۳۹۵، جمعیت این روستا برابر با ۸۵ نفر (۱۸ خانوار) بوده‌است.